# Waiting for the Sun
Az 1968-ban megjelent Waiting for the Sun a The Doors harmadik albuma.
Az album és a Hello, I Love You című kislemez hamar a toplisták élére került. A dalokhoz felhasznált anyagok többnyire még a zenekar megalakulása előtt készültek. Ezek egyik legjobb példája a Not to Touch the Earth, amely részlet Jim Morrison epikus költeményéből, a Celebration of the Lizard-ból. Az eredeti tervek szerint a szám az album egyik oldalát teljesen betöltötte volna, azonban sosem sikerült felvenniük úgy, hogy az az albumra kerülhessen. (Végül az 1970-ben megjelent Absolutely Live albumra kerül majd fel.)
Ütős dalszövegei ellenére az albumot sokszor kritizálták lágy, kedélyes zenéje miatt, ami kissé távol állt az együttesre korábban jellemző igényes, törekvő stílustól, ami a hírnevet is meghozta nekik. Mindezek ellenére kevesen vitatják a fenyegető Five to One és az nosztalgikus Not to Touch the Earth értékeit.
A Waiting for The Sun című szám majd az 1970-es Morrison Hotel albumon jelenik meg.

## Dalok
az összes dalt a The Doors írta és játssza (John Densmore, Robbie Krieger, Ray Manzarek, Jim Morrison)
1. Hello, I Love You – 2:22
2. Love Street – 3:06
3. Not to Touch the Earth – 3:54
4. Summer's Almost Gone – 3:20
5. Wintertime Love – 1:52
6. The Unknown Soldier – 3:10
7. Spanish Caravan – 2:58
8. My Wild Love – 2:50
9. We Could Be So Good Together – 2:20
10. Yes, the River Knows – 2:35
11. Five to One – 4:22

## Külső hivatkozások
- Waiting For The Sun dalszövegek